# Lago Pozzillo
Der Lago Pozzillo ist der größte Stausee Siziliens. Er wird von dem Fluss Salso gespeist, einem Nebenfluss des Simeto.
Der Lago Pozzillo liegt nahe der Ortschaft Regalbuto im Freien Gemeindekonsortium Enna im Inneren der Insel. Er ist etwa 4 km lang, an seiner breitesten Stelle 1,8 km breit und hat ein Fassungsvermögen von etwa 150 Millionen m³.
Der Staudamm wurde 1959 fertiggestellt. Das Wasser des Stausees wird teilweise zur Bewässerung in der Landwirtschaft verwendet, teilweise für die Stromerzeugung.